# 斯圖爾特 (內布拉斯加州)
斯圖爾特（英語：Stuart）是位於美國內布拉斯加州霍爾特縣的村。

## 人口
根據2020年美國人口普查的數據，斯圖爾特的面積為3.54平方千米，皆為陸地。當地共有人口486人，而人口密度為每平方千米137人。